# KNVB-Pokal 2013/14
Der KNVB-Pokal 2013/14 war die 96. Auflage des niederländischen Fußball-Pokalwettbewerbs.
Insgesamt nehmen 82 Mannschaften an dem Wettbewerb teil: die 35 Vereine der beiden Profiligen und 47 Amateurmannschaften, die sich entweder über ihr Abschneiden in der Topklasse oder in den regionalen Amateurpokalen qualifizierten.
Die erste Runde fand am 28. August 2013 statt, das Finale am 20. April 2014 in De Kuip in Rotterdam. Sieger wurde der PEC Zwolle, der das Finale gegen Ajax Amsterdam mit 5:1 gewann. PEC Zwolle qualifizierte sich damit für die Playoff-Runde der UEFA Europa League 2014/15.

## Teilnehmende Teams
| Eredivisie (18) (Level 1) | Eredivisie (18) (Level 1) | Eerste Divisie (17) (Level 2) | Eerste Divisie (17) (Level 2) |
| --- | --- | --- | --- |
| - Ajax Amsterdam - ADO Den Haag - AZ Alkmaar - Feyenoord Rotterdam - FC Groningen - SC Heerenveen - Heracles Almelo - NAC Breda - NEC Nijmegen | - PSV Eindhoven - Roda JC Kerkrade - FC Twente Enschede - FC Utrecht - Vitesse Arnheim - RKC Waalwijk - PEC Zwolle - SC Cambuur ▲ - Go Ahead Eagles ▲ | - VVV-Venlo ▼ - Willem II Tilburg ▼ - Achilles ’29 - Almere City - FC Den Bosch - BV De Graafschap - FC Dordrecht - FC Eindhoven - FC Emmen | - Excelsior Rotterdam - Fortuna Sittard - Helmond Sport - MVV Maastricht - FC Oss - Sparta Rotterdam - SC Telstar 1963 - FC Volendam |
| Topklasse (25) (Level 3) | | | |
| - AFC Amsterdam - ADO '20 Heemskerk - BVV Barendrecht - Be Quick 1887 - VV Capelle - FC Chabab - JVC Cuijk                                     | - Excelsior ’31 Rijssen - SV De Treffers - EVV Echt - WKE Emmen - GVVV - HBS Craeyenhout                                                              | - HHC Hardenberg - HSC ’21 Haaksbergen - VV IJsselmeervogels - VV Katwijk - Kozakken Boys - FC Lienden                                      | - FC Lisse - VV Noordwijk - Rijnsburgse Boys - SVV Scheveningen - VV Sint Bavo - Ter Leede Sassenheim                                |
| Hoofdklasse (14) (Level 4) | | | |
| - ASWH - SV Deurne - DVS '33 Ermelo - SC Genemuiden                                                                                            | - EHC Hoensbroek/Heuts - Harkemase Boys - HVV Hollandia - HSV Hoek                                                                                    | - ROHDA Raalte - OJC Rosmalen - RVVH Ridderkerk                                                                                             | - VV Smitshoek - VV Sneek Wit Zwart/Bosno - VV De Zouaven                                                                            |
| Eerste Klasse (3) (Level 5) | Tweede Klasse (4) (Level 6) | Tweede Klasse (4) (Level 6) | Vierde Klasse (1) (Level 8) |
| - JOS Watergraafsmeer - VV SHO - SVL Langbroek                                                                                                 | - SV DFS Opheusden - OWIOS Oldenbroek | - TEC VV - Wilhelmina '08 Weert | - RKSV Volkel |

## Termine
| Runde         | Termine                  |
| ------------- | ------------------------ |
| 1. Runde      | 28. August 2013          |
| 2. Runde      | 24. – 26. September 2013 |
| 3. Runde      | 29. – 31. Oktober 2013   |
| Achtelfinale  | 17. – 19. Dezember 2013  |
| Viertelfinale | 21. – 22. Januar 2014    |
| Halbfinale    | 26. – 27. März 2014      |
| Finale        | 20. April 2014           |

## 1. Runde
Teilnehmer: 36 der 47 qualifizierten Amateurmannschaften; die Übrigen waren über sportliche Erfolge der Vorsaison oder Freilose für die 2. Runde gesetzt.
| Datum      |                         | Ergebnis                         |                              |
| ---------- | ----------------------- | -------------------------------- | ---------------------------- |
| 28.08.2013 | VV De Zouaven (4)       | 2:0 (0:0)                        | Ter Leede Sassenheim (3)     |
| 28.08.2013 | SV DFS Opheusden (6)    | 2:7 (1:4)                        | VV Sneek Wit Zwart/Bosno (4) |
| 28.08.2013 | SVV Scheveningen (3)    | 2:1 (0:0)                        | VV Sint Bavo (3)             |
| 28.08.2013 | RVVH Ridderkerk (4)     | 2:1 (0:1)                        | JOS Watergraafsmeer (5)      |
| 28.08.2013 | VV Capelle (3)          | 4:1 (1:0)                        | FC Chabab (3)                |
| 28.08.2013 | OWIOS Oldenbroek (6)    | 1:5 (0:2)                        | EVV Echt (3)                 |
| 28.08.2013 | VV Noordwijk (3)        | 1:0 (0:0)                        | WKE Emmen (3)                |
| 28.08.2013 | FC Lisse (3)            | 2:2 n. V. (1:1, 1:0) (2:4 i. E.) | TEC VV (6)                   |
| 28.08.2013 | OJC Rosmalen (4)        | 1:3 n. V. (1:1, 1:0)             | HSV Hoek (4)                 |
| 28.08.2013 | SVL Langbroek (5)       | 2:3 n. V. (2:2, 2:2)             | EHC Hoensbroek/Heuts (4)     |
| 28.08.2013 | VV SHO (5)              | 1:2 (0:1)                        | AFC Amsterdam (3)            |
| 28.08.2013 | Harkemase Boys (4)      | 4:1 (0:0)                        | ROHDA Raalte (4)             |
| 28.08.2013 | RKSV Volkel (8)         | 0:3 (0:1)                        | Rijnsburgse Boys (3)         |
| 28.08.2013 | HHC Hardenberg (3)      | 1:2 (0:1)                        | JVC Cuijk (3)                |
| 28.08.2013 | DVS '33 Ermelo (4)      | 4:1 (2:1)                        | HVV Hollandia (4)            |
| 28.08.2013 | VV IJsselmeervogels (3) | 3:0 (2:0)                        | FC Lienden (3)               |
| 28.08.2013 | SC Genemuiden (4)       | 0:1 n. V.                        | SV Deurne (4)                |
| 28.08.2013 | Kozakken Boys (3)       | 2:1 (1:1)                        | Be Quick 1887 (3)            |

In Klammern das jeweilige Ligalevel.

## 2. Runde
In dieser Runde stiegen die 35 Profiklubs aus Eredivisie und Eerste Divisie sowie die elf gesetzten Amateurmannschaften ein; komplettiert wurde das 64er Feld durch die 18 Gewinner der 1. Runde. Mannschaften, die in einem europäischen Pokalwettbewerb antraten, konnten nicht gegeneinander gelost werden. Amateure hatten gegen Profiteams Heimrecht (nur in dieser Runde).
| Datum      |                           | Ergebnis             |                              |
| ---------- | ------------------------- | -------------------- | ---------------------------- |
| 24.09.2013 | Kozakken Boys (3)         | 3:0 (1:0)            | SVV Scheveningen (3)         |
| 24.09.2013 | DVS '33 Ermelo (4)        | 0:3 (0:2)            | Go Ahead Eagles (1)          |
| 24.09.2013 | VV Capelle (3)            | 1:0 n. V.            | Almere City (2)              |
| 24.09.2013 | Harkemase Boys (4)        | 0:8 (0:3)            | NEC Nijmegen (1)             |
| 24.09.2013 | TEC VV (6)                | 1:3 (0:3)            | MVV Maastricht (2)           |
| 24.09.2013 | VV Katwijk (3)            | 1:6 (0:5)            | SC Cambuur (1)               |
| 24.09.2013 | BV De Graafschap (2)      | 1:3 (1:2)            | Excelsior Rotterdam (2)      |
| 24.09.2013 | Excelsior ’31 Rijssen (3) | 2:1 n. V. (1:1, 0:1) | Willem II Tilburg (2)        |
| 24.09.2013 | VV IJsselmeervogels (3)   | 3:2 n. V. (2:2, 0:2) | Helmond Sport (2)            |
| 24.09.2013 | FC Oss (2)                | 1:2 (0:1)            | VVV-Venlo (2)                |
| 24.09.2013 | Achilles ’29 (2)          | 5:1 (2:0)            | HSC ’21 Haaksbergen (3)      |
| 24.09.2013 | SV Deurne (4)             | 0:2 (0:1)            | FC Emmen (2)                 |
| 24.09.2013 | EHC Hoensbroek/Heuts (4)  | 1:4 (0:2)            | FC Eindhoven (2)             |
| 24.09.2013 | BVV Barendrecht (3)       | 0:2 (0:1)            | JVC Cuijk (3)                |
| 24.09.2013 | GVVV (3)                  | 0:3 (0:0)            | ADO Den Haag (1)             |
| 24.09.2013 | RKC Waalwijk (1)          | 0:1 n. V.            | Heracles Almelo (1)          |
| 25.09.2013 | RVVH Ridderkerk (4)       | 1:3 (1:1)            | Vitesse Arnheim (1)          |
| 25.09.2013 | AFC Amsterdam (3)         | 0:2 (0:1)            | FC Groningen (1)             |
| 25.09.2013 | VV De Zouaven (4)         | 0:2 (0:0)            | VV Noordwijk (3)             |
| 25.09.2013 | VV Smitshoek (4)          | 1:2 (1:0)            | NAC Breda (1)                |
| 25.09.2013 | Rijnsburgse Boys (3)      | 1:2 (1:2)            | Roda JC Kerkrade (1)         |
| 25.09.2013 | PSV Eindhoven (1)         | 4:1 (2:1)            | SC Telstar 1963 (2)          |
| 25.09.2013 | AZ Alkmaar (1)            | 4:1 n. V. (1:1, 1:1) | Sparta Rotterdam (2)         |
| 25.09.2013 | FC Utrecht (1)            | 4:1 (1:0)            | FC Den Bosch (2)             |
| 25.09.2013 | HSV Hoek (4)              | 3:0 (0:0)            | HBS Craeyenhout (3)          |
| 25.09.2013 | PEC Zwolle (1)            | 2:0 (1:0)            | Fortuna Sittard (2)          |
| 25.09.2013 | ASWH (4)                  | 1:0 (1:0)            | ADO '20 Heemskerk (3)        |
| 25.09.2013 | Ajax Amsterdam (1)        | 4:2 n. V. (1:1, 1:0) | FC Volendam (2)              |
| 26.09.2013 | Wilhelmina '08 Weert (6)  | 3:1 (1:0)            | VV Sneek Wit Zwart/Bosno (4) |
| 26.09.2013 | SV De Treffers (3)        | 0:1 (0:1)            | EVV Echt (3)                 |
| 26.09.2013 | SC Heerenveen (1)         | 3:0 (1:0)            | FC Twente Enschede (1)       |
| 26.09.2013 | Feyenoord Rotterdam (1)   | 3:0 (1:0)            | FC Dordrecht (2)             |

In Klammern das jeweilige Ligalevel.

## 3. Runde
Teilnehmer: Die 32 Sieger der 2. Runde
| Datum      |                           | Ergebnis                         |                          |
| ---------- | ------------------------- | -------------------------------- | ------------------------ |
| 29.10.2013 | Ajax Amsterdam (1)        | 4:1 (3:1)                        | ASWH (4)                 |
| 29.10.2013 | MVV Maastricht (2)        | 2:1 (2:0)                        | ADO Den Haag (1)         |
| 29.10.2013 | Kozakken Boys (3)         | 1:2 n. V. (1:1, 1:0)             | FC Utrecht (1)           |
| 29.10.2013 | FC Eindhoven (2)          | 0:1 (0:1)                        | NEC Nijmegen (1)         |
| 29.10.2013 | FC Emmen (2)              | 2:3 (2:1)                        | VV IJsselmeervogels (3)  |
| 29.10.2013 | JVC Cuijk (3)             | 3:0 (2:0)                        | EVV Echt (3)             |
| 29.10.2013 | SC Cambuur (1)            | 0:0 n. V. (2:2, 2:0) (5:4 i. E.) | NAC Breda (1)            |
| 30.10.2013 | PSV Eindhoven (1)         | 1:3 (0:2)                        | Roda JC Kerkrade (1)     |
| 30.10.2013 | AZ Alkmaar (1)            | 7:0 (4:0)                        | Achilles ’29 (2)         |
| 30.10.2013 | Vitesse Arnheim (1)       | 5:0 (2:0)                        | VV Noordwijk (3)         |
| 30.10.2013 | PEC Zwolle (1)            | 4:0 (4:0)                        | Wilhelmina '08 Weert (6) |
| 30.10.2013 | Excelsior ’31 Rijssen (3) | 2:5 (0:1)                        | Heracles Almelo (1)      |
| 30.10.2013 | FC Groningen (1)          | 2:0 (1:0)                        | VV Capelle (3)           |
| 30.10.2013 | Feyenoord Rotterdam (1)   | 3:0 (1:0)                        | HSV Hoek (4)             |
| 31.10.2013 | SC Heerenveen (1)         | 1:0 (1:0)                        | VVV-Venlo (2)            |
| 31.10.2013 | Excelsior Rotterdam (2)   | 1:0 (0:0)                        | Go Ahead Eagles (1)      |

In Klammern das jeweilige Ligalevel.

## Achtelfinale
| Datum      |                         | Ergebnis                         |                         |
| ---------- | ----------------------- | -------------------------------- | ----------------------- |
| 17.12.2013 | Excelsior Rotterdam (2) | 1:4 (0:2)                        | PEC Zwolle (1)          |
| 18.12.2013 | AZ Alkmaar (1)          | 2:2 n. V. (1:1, 1:1) (7:6 i. E.) | SC Heerenveen (1)       |
| 18.12.2013 | Roda JC Kerkrade (1)    | 3:1 (0:0)                        | Vitesse Arnheim (1)     |
| 18.12.2013 | SC Cambuur (1)          | 0:2 (0:1)                        | FC Utrecht (1)          |
| 18.12.2013 | JVC Cuijk (3)           | 2:1 (2:0)                        | MVV Maastricht (2)      |
| 18.12.2013 | Heracles Almelo (1)     | 1:1 n. V. (1:1, 1:1) (5:6 i. E.) | Feyenoord Rotterdam (1) |
| 19.12.2013 | FC Groningen (1)        | 0:1 (0:1)                        | NEC Nijmegen (1)        |
| 19.12.2013 | VV IJsselmeervogels (3) | 0:3 (0:2)                        | Ajax Amsterdam (1)      |

In Klammern das jeweilige Ligalevel.

## Viertelfinale
| Datum      |                      | Ergebnis  |                         |
| ---------- | -------------------- | --------- | ----------------------- |
| 21.01.2014 | Roda JC Kerkrade (1) | 0:2 (0:1) | AZ Alkmaar (1)          |
| 22.01.2014 | PEC Zwolle (1)       | 5:1 (3:0) | JVC Cuijk (3)           |
| 22.01.2014 | NEC Nijmegen (1)     | 1:0 (1:0) | FC Utrecht (1)          |
| 22.01.2014 | Ajax Amsterdam (1)   | 3:1 (1:1) | Feyenoord Rotterdam (1) |

In Klammern das jeweilige Ligalevel.

## Halbfinale
| Datum      |                | Ergebnis  |                    |
| ---------- | -------------- | --------- | ------------------ |
| 26.03.2014 | PEC Zwolle (1) | 2:1 (1:1) | NEC Nijmegen (1)   |
| 27.03.2014 | AZ Alkmaar (1) | 0:1 (0:0) | Ajax Amsterdam (1) |

In Klammern das jeweilige Ligalevel.

## Finale
| PEC Zwolle                                      | PEC Zwolle | Ajax Amsterdam | Ajax Amsterdam | Aufstellung                                 |
| ----------------------------------------------- | --- | --- | -------------- | ------------------------------------------- |
| PEC Zwolle                                      | \| Endspiel \| \| 20. April 2014, 18:00 Uhr in Rotterdam, De Kuip \| \| Ergebnis: 5:1 (4:1) \| \| Zuschauer: 42.500 \| \| Schiedsrichter: Bas Nijhuis \| \| Spielbericht \| | \| Endspiel \| \| 20. April 2014, 18:00 Uhr in Rotterdam, De Kuip \| \| Ergebnis: 5:1 (4:1) \| \| Zuschauer: 42.500 \| \| Schiedsrichter: Bas Nijhuis \| \| Spielbericht \| | Ajax Amsterdam | Aufstellung PEC Zwolle gegen Ajax Amsterdam |
| PEC Zwolle                                      | Diederik Boer – Bram van Polen , Maikel van der Werff, Joost Broerse (71. Darryl Lachman), Bart van Hintum – Kamohelo Mokotjo, Mateusz Klich – Jesper Drost – Mustafa Saymak (64. Furdjel Narsingh), Guyon Fernandez, Ryan Thomas (83. Giovanni Gravenbeek) Cheftrainer: Ron Jans | Kenneth Vermeer – Ricardo van Rhijn, Niklas Moisander (54. Christian Poulsen), Stefano Denswil, Nicolai Boilesen – Daley Blind – Thulani Serero, Davy Klaassen – Lasse Schöne (80. Ricardo Kishna), Kolbeinn Sigþórsson, Bojan Krkić (54. Lesly de Sa) Cheftrainer: Frank de Boer | Ajax Amsterdam | Aufstellung PEC Zwolle gegen Ajax Amsterdam |
| PEC Zwolle                                      | 1:1 Ryan Thomas (8.) 2:1 Ryan Thomas (12.) 3:1 Guyon Fernandez (22.) 4:1 Guyon Fernandez (34.) 5:1 Bram van Polen (50.) | 0:1 Ricardo van Rhijn (3.) | Ajax Amsterdam | Aufstellung PEC Zwolle gegen Ajax Amsterdam |
| PEC Zwolle                                      | Bram van Polen | Daley Blind | Ajax Amsterdam | Aufstellung PEC Zwolle gegen Ajax Amsterdam |
| Endspiel                                        | | |                |                                             |
| 20. April 2014, 18:00 Uhr in Rotterdam, De Kuip | | |                |                                             |
| Ergebnis: 5:1 (4:1)                             | | |                |                                             |
| Zuschauer: 42.500                               | | |                |                                             |
| Schiedsrichter: Bas Nijhuis                     | | |                |                                             |
| Spielbericht                                    | | |                |                                             |